# کنت ویلیامز
کنت ویلیامز (انگلیسی: Kenneth Williams; ۲۲ فوریهٔ ۱۹۲۶ – ۱۵ آوریل ۱۹۸۸) هنرپیشه و کمدین اهل کشور بریتانیا بود.
از فیلم‌هایی که وی در آن نقش داشته است می‌توان به ادامه بده اشاره کرد.